# Spitsberg
Spitsberg (norveško Spitsbergen) je največji otok otočja Svalbard v Arktičnem oceanu na skrajnem severu Evrope, ki tvori najzahodnejši del tega otočja na stičišču Grenlandskega in Barentsovega morja, približno na pol razdalje med Grenlandijo in Deželo Franca Jožefa. S površino 37.814 km² je tudi največji otok Norveške in 36. največji otok na svetu.
Administrativno središče in največje naselje je Longyearbyen, skupno pa v naseljih ob zahodnih obalah živi približno 2500 stalnih prebivalcev.

## Geografija
Zaradi geološke zgodovine, zlasti poledenitev v kvartarju, ima razbrazdano površje z ostrimi, nazobčanimi vrhovi in globokimi fjordi, po čemer je dobil tudi ime (dobesedno »nazobčani vrhovi«). Manjše ravnine v notranjosti, ki so nastale med ledenimi dobami, delno prekrivajo morski sedimenti. Kljub legi na skrajnem severu sveta je podnebje razmeroma blago, s poletnimi temperaturami tudi do 5 ºC nad lediščem. Temu botruje topel spitsberški tok, ki je ena od vej zalivskega toka. Morje ob zahodnih obalah nikoli ne zamrzne, z vzhoda in severa pa pritekajo hladnejše vode Barentsovega morja, zato so ti deli Spitsberga občutno hladnejši. Zaradi lege na stičišču toplih atlantskih in hladnih arktičnih voda je otok uporaben kot indikator globalnih podnebnih sprememb.
Najvišji vrh je 1717 m visoki Mount Newton, poleg njega pa je še nekaj vrhov blizu 1500 m. Z njih se proti obalam spuščajo številni ledeniki.

### Rastlinstvo in živalstvo
Kljub razmeroma toplemu podnebju so pogoji za preživetje ostri, saj tla prekriva permafrost, ki se poleti odtaja le do globine nekaj deset centimetrov. Na Spitsbergu so našli približno 170 vrst višjih rastlin, ki pripadajo flori arktične tundre, in le tri kopenske sesalce: polarno lisico, lokalno podvrsto severnega jelena in severnega medveda.
Po drugi strani naseljuje otok in vode okrog njega večje število vodnih sesalcev, kot so mroži, razni tjulnji in beluge, predvsem pa stotisoče ptic pri gnezditvi, kot so njorke in galebi. Za zaščito njihovega ranljivega okolja je vzpostavljenih več narodnih parkov in drugih zaščitenih območij, ki pokrivajo več kot 60 % ozemlja otoka.

## Zgodovina
Po koncu dobe vikinških odprav je bil otok pozabljen, dokler ga ni leta 1596 znova odkril nizozemski raziskovalec Willem Barents na svoji odpravi iskanja severozahodnega prehoda do Azije. Naslednji dve stoletji je intenzivni kitolov skoraj iztrebil populacije kitov in drugih vodnih sesalcev.
V 20. stoletju je kopanje premoga postalo glavna gospodarska dejavnost. Ostanek bistveno toplejšega podnebja v geološki preteklosti so obsežni fosilni gozdovi (podobno kot na Otoku Axla Heiberga v Kanadskem arktičnem otočju), ki jih izkoriščajo v rudnikih pri Barentsburgu, Longyearbyenu in Svei. Zdaj sta ekonomsko pomembni dejavnosti tudi turizem in raziskovanje.